# Rosie Mercado
Rosie Mercado (Los Ángeles, California; 28 de marzo de 1980) es una modelo de talla grande, coach, diseñadora de moda, actriz, personalidad de televisión y radio estadounidense.

## Primeros años
Nació en Los Ángeles (California) y creció en Riverside, pero pasó la mayor parte de su vida en Las Vegas (Nevada) cuando sus padres trasladaron su negocio allí.
Mercado es de ascendencia latina; sus padres son mexicanos originarios de Guadalajara y Zacatecas. Sus padres desarrollaron un negocio en Las Vegas y procede de un entorno empresarial. Mercado decía que su padre era "un visionario en todos los negocios que ha creado". Los padres de Mercado siempre la han apoyado en la vida y en su carrera.
Asistió a la escuela secundaria Bishop Gorman y se fue en 1999. Fue una de los cinco latinos que asistieron a la escuela privada. En la escuela secundaria, la increpaban e insultaban llamándola "marimacho" y sentía que no encajaba debido a su peso. La llamaban "una niña grande con una cara bonita" o "la chica con una cara bonita y un culo grande", siendo constantemente intimidada y acosada por su peso. Mercado estudió Administración de Empresas en la Universidad de Nevada en Las Vegas.
Desde que era joven, Mercado tenía el deseo de triunfar en la industria de la moda, pero tenía inseguridades principalmente alimentadas por sus problemas de peso. Admiraba a Jennifer López y Queen Latifah.

## Carrera de modelo
Mercado irrumpió en la industria de la moda en cuatro años. Comenzó modelando como fotógrafa; estaba tratando de construir su negocio pero no tenía el dinero para contratar modelos profesionales. Un fotógrafo le dijo que tenía un rostro hermoso y que debería estar modelando. Se había fotografiado a sí misma, pero a menudo la rechazaban debido a su tamaño. Muchas veces a la gente de la industria de la moda le gustó su rostro en su portafolio, pero se resistieron después de verla en persona debido a su tamaño y le dijeron que si perdía peso tendría más trabajo.

## Carrera mediática
Mercado comenzó a trabajar a la edad de 15 años, siendo una personalidad de radio en Las Vegas como presentadora de un programa matinal. Luego trabajó para Telemundo y Univision haciendo entrevistas en la alfombra roja con celebridades latinas de alto perfil. Realizó trabajos de doblaje para comerciales nacionales e internacionales en inglés y español. En 2011, apareció en el programa Taboo de National Geographic Channel. Es considerada una de las 6 latinas más influyentes a seguir por Latina Magazine y Univision. En 2012 y 2013, protagonizó las dos primeras temporadas del reality show Curvy Girls de NuvoTV, que seguía el día a día de cuatro modelos de talla grande mientras realizaban sus sueños en el mundo de la moda. En junio de 2013, fue invitada especial en The Ricki Lake Show, que habla sobre la moda de natación de tallas grandes.

## Diseñadora de moda
Mercado convirtió sus habilidades de maquillaje en una carrera. Fue una famosa maquilladora que trabajó en revistas, televisión y cine. También tomó sus habilidades de diseño y lanzó su primera colección de vestidos en 2013 celebrando la belleza de las mujeres de talla grande en todo el mundo.

## Peso
Después de dejar que su peso aumentara hasta llegar a los 180 kilos, Mercado logró comenzar a perder peso para lidiar con los problemas de movilidad y la vergüenza a medida que crecía cada vez más. Fue elegida para ser el rostro de la Semana de la Moda de Figura Completa en 2010 y aún pesaba más de 158 kilos. Para 2012, había bajado su peso hasta los 80 kilos. En agosto de 2017, Mercado, en declaraciones a Us Weekly, dio a entender que había bajado de la cota de 80 kilos de peso.

## Vida personal
Mercado vive entre Las Vegas (Nevada) y Los Ángeles (California). Es madre soltera de tres hijos, una hija (nacida en 2000) y dos hijos (nacidos en 2006 y 2007).
En 2013, Mercado se graduó en la Tony Robbins Mastery University. Ella promueve la diversidad corporal y es coach de estilo de vida que inspira a las mujeres a abrazar su auténtica belleza, amor propio y aceptación.